# Friend (canción de Andy Bell)
«Friend» es el noveno sencillo publicado del artista inglés de música electrónica Andy Bell, en este caso, colaboración con la banda Shelter, lanzado en 2014.

«Friend» fue coescrito y coproducido por Andy Bell y la banda Shelter. 

## Lista de temas
1. «Friend» (Dr Jekyll's Friendship Day Mix)        4.00
2. «Friend» (Instrumental Karaoke Mix)              4.00